# Martin Derganc
Martin Derganc (Novo Mesto, 20 maart 1977) is een voormalig Sloveens wielrenner.

## Belangrijkste overwinningen
1999
- Coppa della Pace
- Berg- en sprintklassement Ronde van Slovenië

2000
- Eindklassement Ronde van Slovenië
- Eindklassement Ronde van Kroatië

2001
- Sloveens kampioen op de weg, Elite

2002
- 4e etappe Ronde van Oostenrijk

2003
- 2e etappe Brixia Tour
- Eindklassement Brixia Tour

## Resultaten in voornaamste wedstrijden
| Jaar | Ronde van Italië | Ronde van Frankrijk | Ronde van Spanje |
| ---- | ---------------- | ------------------- | ---------------- |
| 2002 | 95e              |                     | opgave           |
| 2003 |                  |                     |                  |
| 2004 | 127e             |                     |                  |

| Jaar | Milaan-San Remo | Amstel Gold Race |  | WK op de weg |
| ---- | --------------- | ---------------- |  | ------------ |
| 2002 |                 | 67e              |  |              |
| 2003 |                 |                  |  | 103e         |
| 2004 | 114e            |                  |  |              |

Astolfi ·
Bennati · 
Cardellini ·
Cipollini  ·
Colombo ·
Conti ·
Derganc ·
Di Cintio ·
García ·
Gasperoni ·
Gentili · 
Giabbecucci ·
Giunti ·
González ·
Kolobnev ·
Lobato ·
Lombardi ·
Martín ·
Masciarelli · 
Peña ·
Pospjejev · 
Scarponi ·
Scirea ·
Simeoni · 
Trenti
Astolfi ·
Bennati · 
Cardellini · 
Cipollini  ·
Colombo · 
Derganc ·
Gasperoni ·
Gentili ·
Giunti ·  
González · 
Jones · 
Kolobnev ·
Lobato · 
Lombardi ·
Marinangeli ·
Martín ·
Mondini ·  
Ongarato · 
Pospjejev · 
Scarponi ·
Scirea ·
Secchiari ·
Simeoni ·
Valoti ·
Di Nucci (stagiair) ·
Garbelli (stagiair)
Aug ·
Bajenov · 
Cardellini · 
Cipollini ·
Clinger ·
Colombo · 
Derganc ·
Fagnini ·
Failli ·
Fischer ·
Galletti ·
Gentili ·
Giunti ·  
Iannetti ·
Jones · 
Kolobnev · 
Lombardi ·
Marinangeli ·
Mori ·  
Naudužs ·
Scarponi ·
Scirea ·
Secchiari ·
Simeoni ·
Valoti ·
Agnoli (stagiair) ·
De Fino (stagiair)